# Đa Kai
Đa Kai là một xã thuộc huyện Đức Linh, tỉnh Bình Thuận, Việt Nam.

## Địa lý
Xã Đa Kai nằm phía bắc huyện Đức Linh, có tọa độ từ 11° 18′ 30″ N, đến 11.308333 vĩ độ Bắc; từ 107° 33′ 25″ đến 107.556944 độ kinh Đông, có vị trí địa lý:
- Phía đông giáp xã Sùng Nhơn
- Phía tây giáp tỉnh Đồng Nai
- Phía nam giáp xã Nam Chính
- Phía bắc tỉnh Lâm Đồng.

Xã Đa Kai có diện tích 83,35 km², dân số năm 2017 là 11.411 người, mật độ dân số đạt 137 người/km².

## Hành chính
Xã Đa Kai được chia thành 10 thôn: 1, 2, 3, 4, 5, 6, 7, 8, 10, 11.

## Lịch sử
Năm 1990, Ban Tổ chức Chính phủ ban hành Quyết định 298/QĐ-TCCP về việc điều chỉnh địa giới xã Sùng Nhơn để thành lập xã Đa Kai.
Ngày 19 tháng 12 năm 2019, Hội đồng Nhân dân tỉnh Bình Thuận ban hành Nghị quyết 96/NQ-HĐND về việc sáp nhập thôn 8 và thôn 9 thành thôn 8.